# Grande incêndio de Boston de 1760

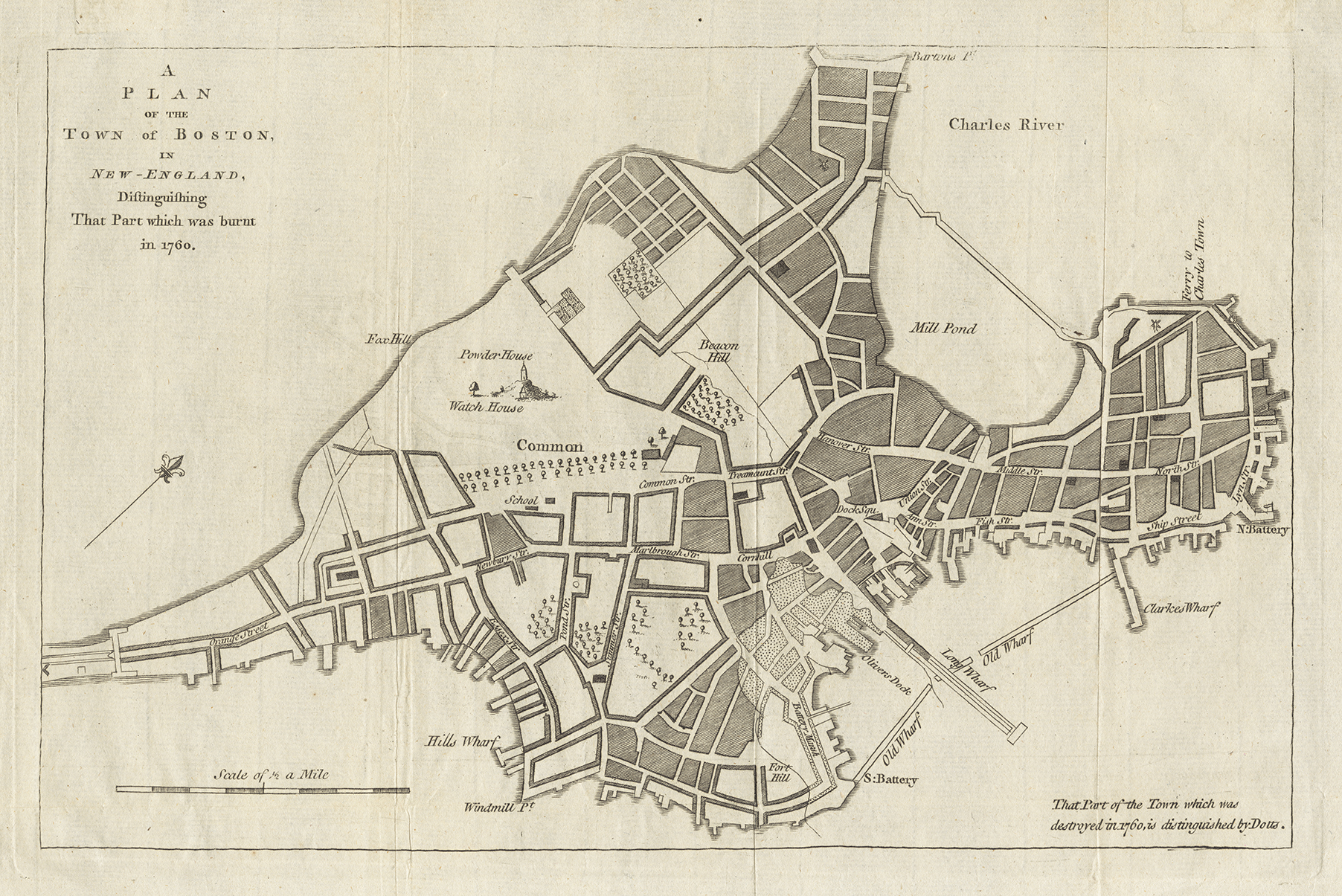
Mapa de Boston em 1760, mostrando a extensão do Grande Incêndio (área pontilhada)

O Grande Incêndio de Boston de 1760 foi um grande incêndio que ocorreu em 20 de março de 1760, em Boston, na Província da Baía de Massachusetts. O fogo destruiu 349 edifícios na área entre a moderna Washington Street e Fort Hill, bem como vários navios no porto, deixando mais de mil pessoas desabrigadas.

## Contexto
A cidade de Boston foi repetidamente danificada por incêndios durante sua história colonial, com grandes incêndios ocorrendo em 1653, 1676, 1679, 1682, 1691, 1711 e 1753. O termo "Grande Incêndio" anteriormente referia-se ao incêndio de 1711, que destruiu a First Town-House, mas o incêndio de 1760 provou ser significativamente maior, tornando o de 1711 "comparativamente insignificante".
Boston sofreu uma série de grandes incêndios em março de 1760. Em 17 de março, um incêndio danificou vários edifícios no West End, incluindo a casa de reuniões de madeira que ficava no local da Old West Church. No dia seguinte, um incêndio começou em um prédio ocupado pela Real Artilharia no Griffin's Wharf e logo se espalhou para um estoque de pólvora e armas, causando uma explosão que destruiu o edifício e feriu quatro ou cinco homens.

## O Grande Incêndio

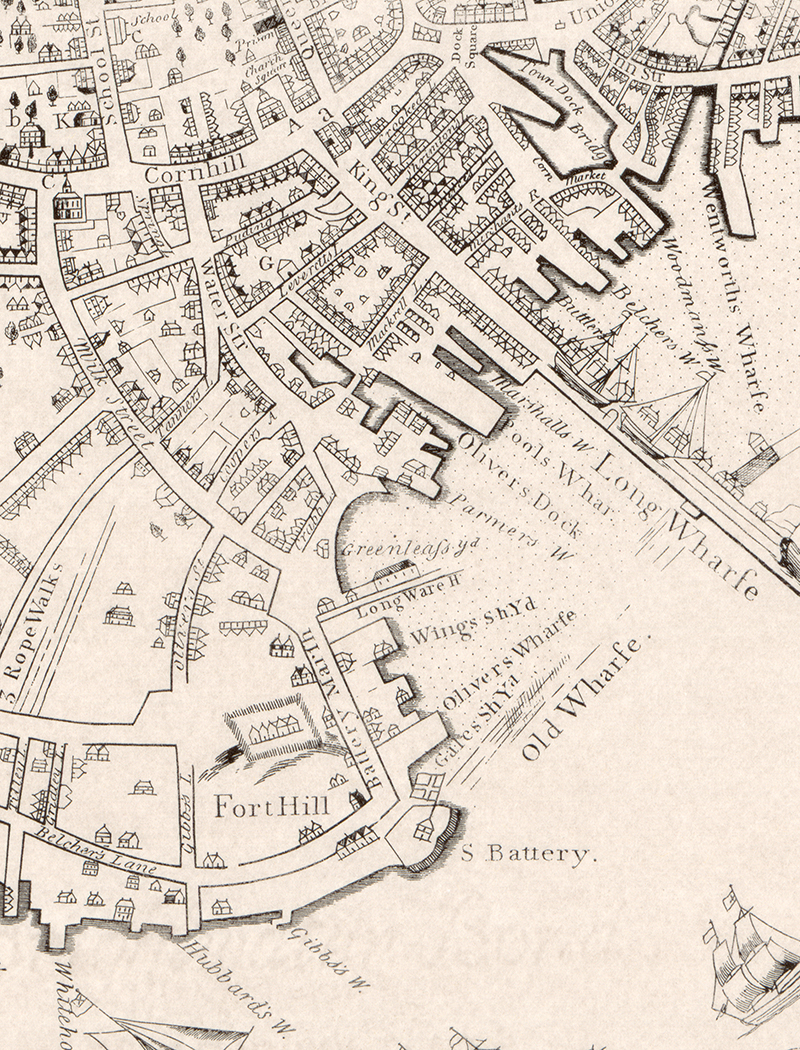
Mapa da área afetada pelo incêndio. A Old State House está marcada como "a" perto do topo, enquanto a Old South Meeting House está marcada como "C".

Por volta das 2h da madrugada de 20 de março, um incêndio de causa desconhecida começou em uma residência na Cornhill (atual Washington Street, quase em frente à Pie Alley). O fogo foi impedido de se espalhar muito para o norte ou sul, mas avançou agressivamente para o leste até Oliver's Dock, no porto, destruindo a maioria das estruturas em seu caminho. Uma mudança no vento fez com que o incêndio mudasse de direção para King Street (agora State Street), queimando as casas na esquina oposta à taverna Bunch-of-Grapes e danificando os armazéns próximos ao Long Wharf.
No lado sudeste, o fogo se espalhou da Water Street para a Milk Street, onde consumiu muitas casas a oeste e leste. De lá, avançou via Batterymarch para Fort Hill, destruindo a maioria dos edifícios no caminho, e alcançou a bateria de artilharia do sul. Uma grande preocupação surgiu devido à presença de um depósito de pólvora perto da bateria, mas a maior parte do estoque foi rapidamente removida antes que o fogo chegasse à área. No entanto, a pólvora restante foi incendiada, causando uma grande explosão que foi ouvida até Hampton, New Hampshire.

## Consequências

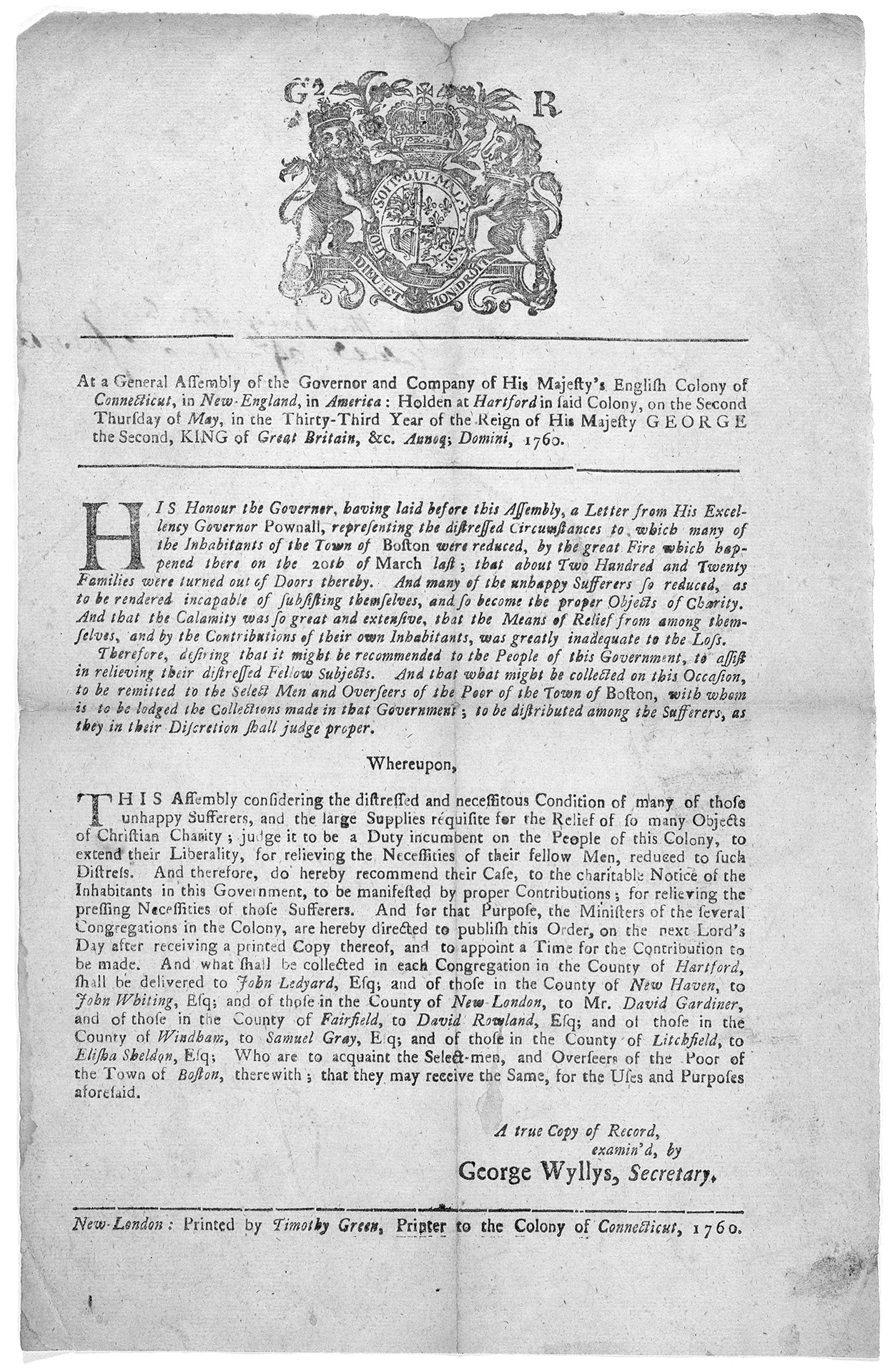
Ordem da Assembleia Geral de Connecticut, instruindo todos os ministros congregacionais da colônia a arrecadarem doações para o povo de Boston após o incêndio.

O incêndio de 1760 foi descrito por um escritor contemporâneo como "o incêndio mais terrível que aconteceu" em Boston até aquele momento, embora tenha sido posteriormente superado pelo Grande Incêndio de Boston de 1872. 174 casas e 175 armazéns, lojas e outros edifícios foram destruídos no incêndio, deixando mais de mil pessoas desabrigadas, e as perdas totais estimadas em £53 334 atingiram especialmente uma cidade que já havia "suportado o gasto extraordinário" da Guerra Franco-Indígena. No entanto, o número de vítimas humanas foi relativamente baixo, sem mortes registradas e apenas alguns feridos.
Imediatamente após o incêndio, a legislatura colonial de Massachusetts adiantou £3 000 para Boston como assistência emergencial. Nos meses seguintes, a cidade recebeu várias doações de todo o Império Britânico conforme as notícias do desastre se espalharam. As Assembleias da Pensilvânia e Nova York votaram para enviar fundos de ajuda, enquanto em Nova Escócia uma quantia significativa foi arrecadada para a cidade, e indivíduos de locais tão distantes quanto Londres enviaram contribuições. Um pedido de ajuda também foi enviado ao rei Jorge II (que morreu no mesmo ano) ou a Jorge III, mas não se sabe quais ações foram tomadas pela monarquia.
Para evitar que um desastre semelhante ocorresse no futuro, a legislatura de Massachusetts aprovou novas leis e regulamentos que melhoraram os padrões de segurança contra incêndios em Boston. Qualquer novo edifício com mais de sete pés de altura feito de madeira resultaria em multa, e um comitê foi nomeado para reorganizar as ruas estreitas do distrito queimado. Como resultado das novas regulamentações, as casas reconstruídas na área passaram a ser feitas de tijolo ou ardósia em vez de madeira.